# Ribes huancabambense
Ribes huancabambense är en ripsväxtart som beskrevs av Weigend och Breitkopf. Ribes huancabambense ingår i släktet ripsar, och familjen ripsväxter. Inga underarter finns listade i Catalogue of Life.